# Gottlob Reinhold Sievers
Gottlob Reinhold Sievers (* 25. Juni 1811 in Hamburg; † 10. Dezember 1866 ebenda) war ein deutscher Althistoriker und Gymnasiallehrer. Er unterrichtete ab 1834 an der Gelehrtenschule des Johanneums in Hamburg.

## Leben

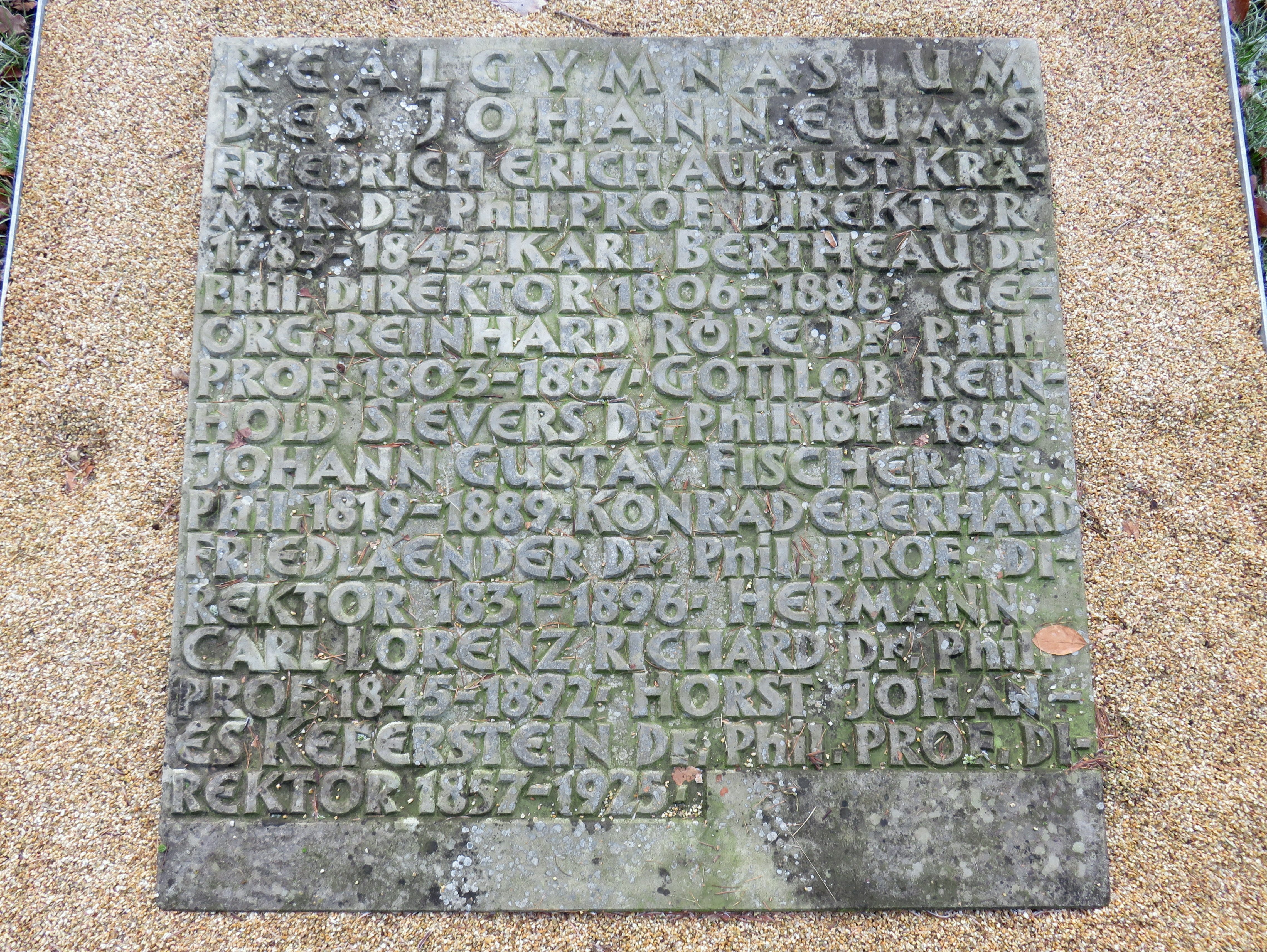
„Gottlob Reinhold Sievers Dr. Phil.“, Sammelgrab Realgymnasium des Johanneums, Friedhof Ohlsdorf

Gottlob Reinhold Sievers war Vetter von Eduard Wilhelm Sievers und Großonkel von Wilhelm Sievers.
Sievers beschäftigte sich seit seinem Studium mit der griechischen Geschichte. Die erste Phase seines Schaffens war der klassischen Epoche (5./4. Jahrhundert v. Chr.) gewidmet. Später dehnte er seine Arbeit auf die Kaiserzeit und Spätantike aus. 
Seine Arbeiten wurden zu ihrer Zeit von der Fachwelt gelobt und bildeten lange Zeit die Grundlage der Forschung. Besonders sein Buch über Libanios blieb bis ins 20. Jahrhundert der Ausgangspunkt für die Beschäftigung mit diesem Autor und seiner Epoche.
Auf dem Ohlsdorfer Friedhof wird auf der Sammelgrabplatte Realgymnasium des Johanneums des Althamburgischen Gedächtnisfriedhofs unter anderem an Gottlob Reinhold Sievers erinnert.

## Schriften (Auswahl)
- Commentationes historicae de Xenophontis Hellenicis. Berlin 1833
- Thebens Befreiung von spartanischer Herrschaft. Hamburg 1837
- Geschichte Griechenlands vom Ende des peloponnesischen Krieges bis zur Schlacht bei Mantinea. Kiel 1840
- Das Leben des Libanius. Berlin 1868. Nachdruck Amsterdam 1969
- Studien zur Geschichte der Römischen Kaiser. Berlin 1870